# Lysiopetalum byzantinum
Lysiopetalum byzantinum är en mångfotingart som beskrevs av Karl Wilhelm Verhoeff 1896. Lysiopetalum byzantinum ingår i släktet Lysiopetalum och familjen Callipodidae.

## Underarter
Arten delas in i följande underarter:
- L. b. asiaeminoris
- L. b. ciliciense
- L. b. phoeniceum